# Arthur C. Miller
Arthur Charles Miller (* 8. Juli 1895 in Roslyn, Long Island, New York; † 13. Juli 1970 in Hollywood, Kalifornien) war ein US-amerikanischer Kameramann.

## Leben und Wirken
Seine Karriere im Filmgeschäft begann Arthur C. Miller im Jahre 1909 als assistierender Kameramann für den Kurzfilm The True Heart of an Indian. Fünf Jahre später war er erstmals als Kameramann für den Film The Perils of Pauline tätig. 1916 drehte Miller mit New York seinen ersten Film mit dem Regisseur George Fitzmaurice. Ihre bis in die 1920er Jahre andauernde Kooperation umfasste insgesamt 33 Filme. Ihr letzter gemeinsamer Film mit dem Titel His Supreme Moment entstand 1925. Daran anschließend drehte Miller einige Filme des Regisseurs Paul Sloane, und er arbeitete für die Filmproduktionsfirma von Cecil B. DeMille. Als diese an 20th Century Fox verkauft wurde, unterschrieb Arthur C. Miller 1932 einen Vertrag mit dieser Firma. 
Im Jahre 1937 drehte Miller seinen ersten Film mit dem Regisseur John Ford. Drei Jahre später wurde Miller für den 1939 entstandenen Film Nacht über Indien erstmals für den Oscar nominiert. 1941 erhielt er seine zweite Oscarnominierung, im folgenden Jahr wurde er schließlich für sein Mitwirken an dem Film Schlagende Wetter mit der Trophäe ausgezeichnet. 1943 folgte für This Above All eine dritte Oscarnominierung. Im Jahr 1944 gewann er für den Film Das Lied von Bernadette seinen zweiten Oscar, die dritte Auszeichnung folgte 1947 für Anna und der König von Siam. Nach dem 1951 entstandenen Film The Prowler setzte sich Miller zur Ruhe. 
In den Jahren 1954 bis 1956 war er der Präsident der American Society of Cinematographers. 

## Filmografie (Auswahl)
- 1914: The Perils of Pauline
- 1918: Das Haus des Schreckens (The House of Hate)
- 1926: Der Wolgaschiffer (The Volga Boatman)
- 1928: The Cop
- 1931: Helden der Unterwelt (Bad Company)
- 1933: Die Schule der Liebe (My Weakness)
- 1933: Seemannsglück (Sailor’s Luck)
- 1934: Weiße Parade (The White Parade)
- 1934: Lachende Augen (Bright Eyes)
- 1934: Alles Schwindel! (Bottoms Up)
- 1935: Oberst Shirley (The Little Colonel)
- 1935: Paddy O’Day
- 1936: Sonnenscheinchen (Stowaway)
- 1936: Der springende Punkt (Pigskin Parade)
- 1937: Heidi
- 1937: Rekrut Willie Winkie (Wee Willie Winkie)
- 1938: Shirley auf Welle 303 (Rebecca of Sunnybrook Farm)
- 1939: Der junge Mr. Lincoln (Young Mr. Lincoln)
- 1939: Nacht über Indien (The Rains Came)
- 1939: Die kleine Prinzessin (The Little Princess)
- 1939: Fräulein Winnetou (Susannah of the Mounties)
- 1940: The Blue Bird
- 1940: Treck nach Utah (Brigham Young - Frontiersman)
- 1940: Im Zeichen des Zorro (The Mark of Zorro)
- 1941: Tabakstraße (Tobacco Road)
- 1941: Menschenjagd (Man Hunt)
- 1941: Schlagende Wetter (How Green Was My Valley)
- 1941: Roman einer Tänzerin (The Men in Her Life)
- 1942: Abenteuer in der Südsee (Son of Fury: The Story of Benjamin Blake)
- 1942: This Above All
- 1943: Ritt zum Ox-Bow (The Ox-Bow Incident)
- 1944: Schlüssel zum Himmelreich (The Keys of the Kingdom)
- 1943: Das Lied von Bernadette (The Song of Bernadette)
- 1945: Skandal bei Hofe (A Royal Scandal)
- 1946: Anna und der König von Siam (Anna and the King of Siam)
- 1946: Weißer Oleander (Dragonwyck)
- 1946: Auf Messers Schneide (The Razor’s Edge)
- 1947: Tabu der Gerechten (Gentleman’s Agreement)
- 1948: The Walls of Jericho
- 1949: Ein Brief an drei Frauen (A Letter to Three Wives)
- 1950: Frau am Abgrund (Whirlpool)
- 1950: Der Scharfschütze (The Gunfighter)
- 1951: Dem Satan singt man keine Lieder (The Prowler)